# بيتشانو
بيتشانو (بالإيطالية: Picciano)‏ هي بلدية في مقاطعة بسكارا في إقليم أبروتسو الإيطالي.

## السكان
في سنة 1861 بلغ عدد السكان 1٬262 نسمة، وتطور العدد ليصل في سنة 2018 لـ 1٬328 نسمة.
يظهر هذا المخطط البياني تطور النمو السكاني لـ بيتشانو

## معرض صور

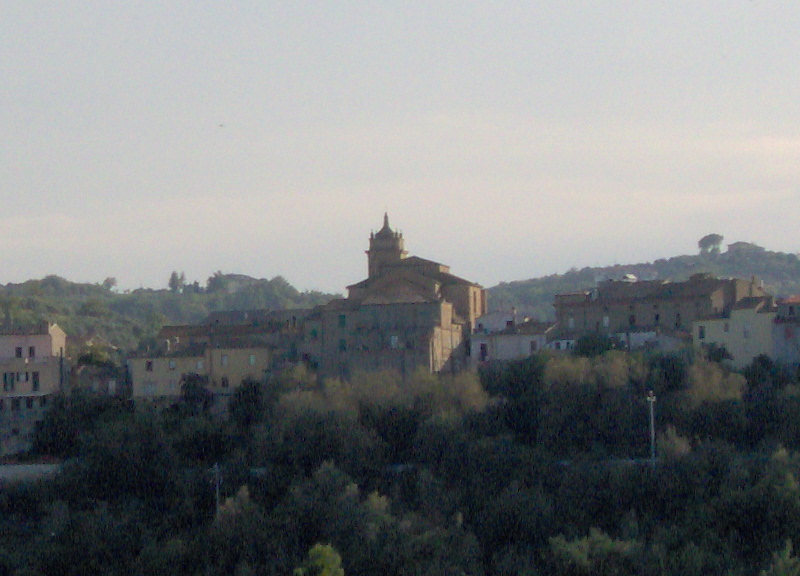
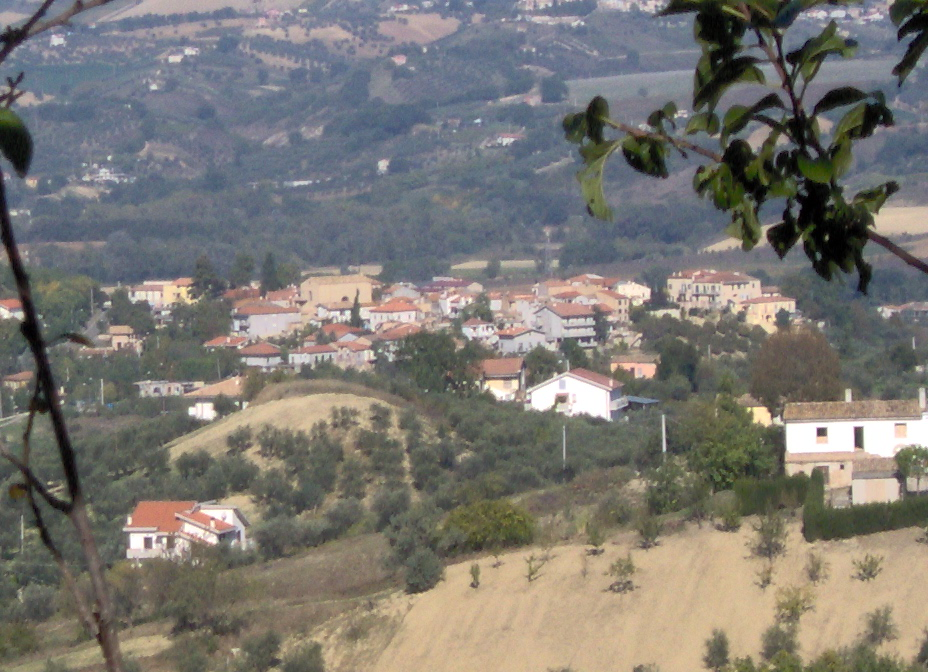
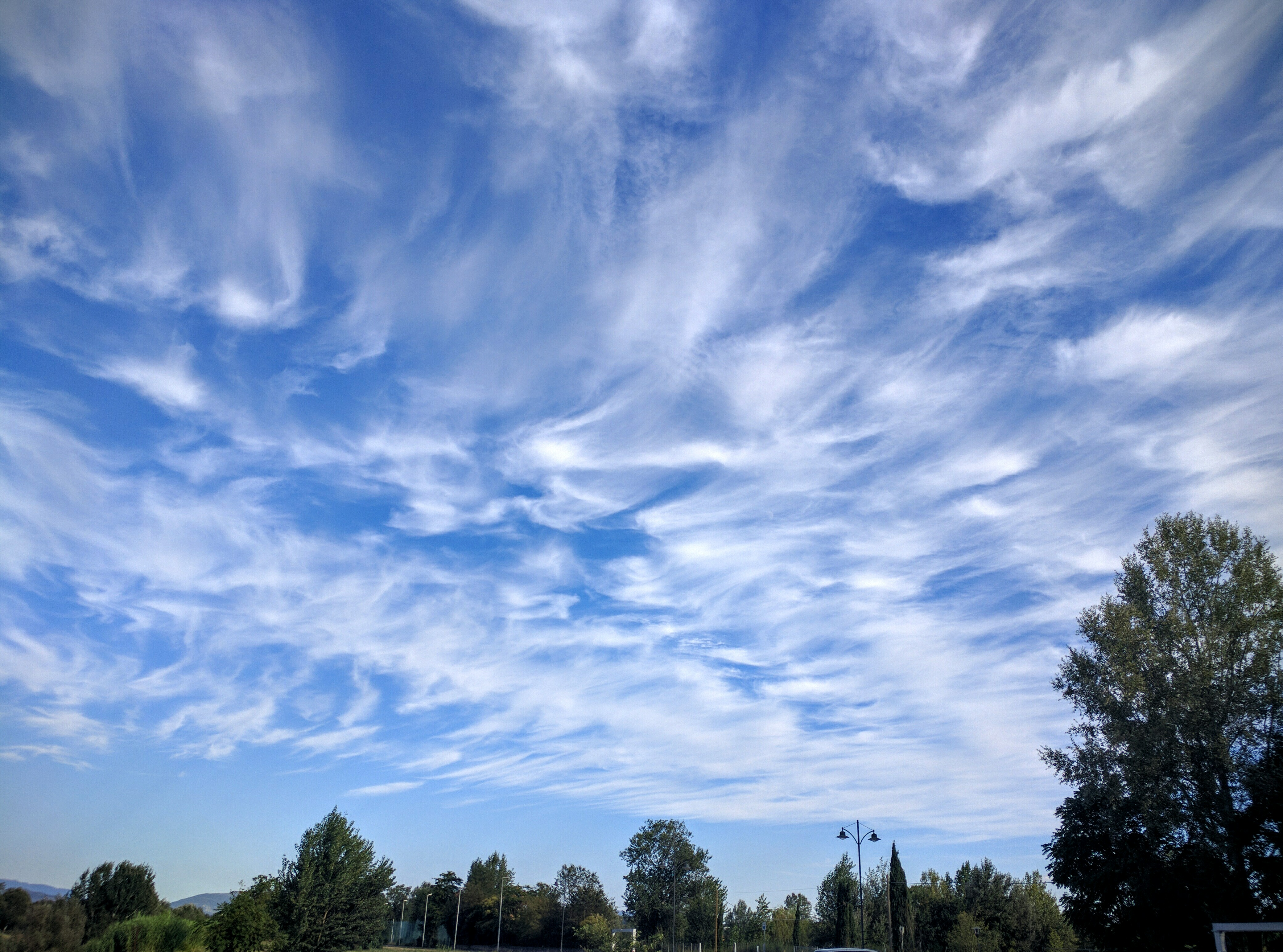